# Бацци, Карло (журналист)
Карло Эмилио Бацци (итал. Carlo Emilio Bazzi; 1889, Равенна — 2 февраля 1937, Турин) — итальянский журналист.
Сделал профсоюзную карьеру, возглавив в конце 1910-х гг. городскую профсоюзную организацию Равенны, некоторое время возглавлял также городское отделение Республиканской партии. Руководил также выходившей в городе газетой «La Libertà», занимавшей резкую антисоциалистическую позицию. Как профсоюзный лидер, близкий к одному из руководителей фашистов Чезаре Росси, принял активное участие в организации Марша на Рим. После победы фашистов в его руки перешла издаваемая в Риме газета «Nuovo Paese», переведённая им (совместно с Массимо Рокка) с антифашистских позиций на профашистские. Написал предисловие к «Краткой истории кооперативного движения в Италии» А. Казалини (1922). Потерял свой пост в 1924 году в результате внутренних конфликтов в фашистской партии, был также обвинён в финансовых злоупотреблениях, эмигрировал во Францию. Во второй половине 1920-х гг. жил во Франции, выступая агентом и шпионом Муссолини, в то же время способствовал публикации ряда документов, свидетельствовавших о жестоких и незаконных расправах Муссолини с оппозицией. Вернувшись в 1932 г. в Италию, умер в результате неудачной хирургической операции.